# Cela ne se produirait pas ici
Pour plus de détails, voir Fiche technique et Distribution.
Cela ne se produirait pas ici (Sånt händer inte här) est un film suédois réalisé par Ingmar Bergman, sorti en 1950.
Le film a été renié par son réalisateur.

## Synopsis
Un étranger arrive par avion à Stockholm depuis l'état dictatorial de Liquidatzia. De sa chambre d'hôtel, il cherche un contact téléphonique avec l'attaché militaire à l'ambassade américaine.

## Fiche technique
- Titre : Cela ne se produirait pas ici
- Titre original : Sånt händer inte här
- Réalisation : Ingmar Bergman
- Scénario : Herbert Grevenius d'après le roman I løpet av tolv timer Waldemar Christofer Brøgger
- Production : Helge Hagerman
- Musique : Erik Nordgren
- Photographie : Gunnar Fischer
- Montage : Lennart Wallén
- Décors : Nils Svenwall
- Format : Noir et blanc - Mono
- Genre : Drame
- Date de sortie : 1950

## Distribution
- Signe Hasso : Vera
- Alf Kjellin : Almkvist
- Ragnar Klange : Filip Rundblom
- Edmar Kuus : Leino
- Rudolf Lipp : Skuggan
- Yngve Nordwall : Lindell
- Ulf Palme : Atkä Natas
- Sylvia Täl : Vanja
- Lillie Wästfeldt : Mrs. Rundblom
- Stig Olin : Le jeune homme